# Barbie és a Gyémánt Kastély
A Barbie és a Gyémánt Kastély (eredeti cím: Barbie and the Diamond Castle) egész estés amerikai 3D-s számítógépes animációs film, amelyet Gino Nichele rendezett. A forgatókönyvet Elana Lesser és Cliff Ruby írta, a zenéjét Arnie Roth szerezte, a producere Nancy Bennett és Luke Carroll.
Amerikában 2008. szeptember 9-én, Magyarországon pedig november 12-én adták ki DVD-n.

## Cselekmény
Liana és Alexa két szegény lány boldogan éldegél kis házukban, mikor egyszer csak egy ismeretlen lány énekét hallották. Elmennek a hang irányába, és egy tükröt találnak. A tükörben egy lány, Melody lakik, aki gonosz nénje elől menekült oda, de útközben eltörött a hangszere ezért nem tudott kijönni. Három múzsa volt a világban, a lány az ő tanítványuk volt. Azonban a harmadik, Lydia többre vágyott, hangszerét gonosszá tette, gonosszá vált ő maga is. Két múzsa társát szoborba zárta, de a kislány megmenekült előle, viszont menekülés közben bezáródott a tükörbe. Azóta Lydia a tükröt keresi.
Amikor Lydia megtalálja a lányokat a tükörrel, játszani kezd kétágú furulyáján, amit hallván az emberek az ő akaratának engedelmeskednek, azonban a két lány nyakában lévő két félszív alakú kő miatt a lányokra nem hat.

## Szereplők
| Szereplő       | Eredeti hang                   | Magyar hang   | Leírás |
| -------------- | ------------------------------ | ------------- | ------ |
| Barbie (Liana) | Kelly Sheridan / Melissa Lyons | Csondor Kata  |        |
| Teresa (Alexa) | Cassidy Ladden                 | Roatis Andrea |        |
| Stacie         | Chantal Strand                 | Haffner Anikó |        |
| Melody         | Maryke Hendrikse               | Haffner Anikó |        |